# Casablanca (gioco da tavolo)
Casablanca è un gioco da tavolo prodotto nel 1983 da Adica Pongo.
Il gioco prende il nome dal celebre film Casablanca ambientato nel 1942 durante la seconda guerra mondiale e cita alcuni dei nomi dei protagonisti del film.
Per alcuni aspetti può essere paragonato ad un gioco di guerra (semplificato), dato che cerca di simulare alcuni aspetti della realtà.

## Dinamica di gioco

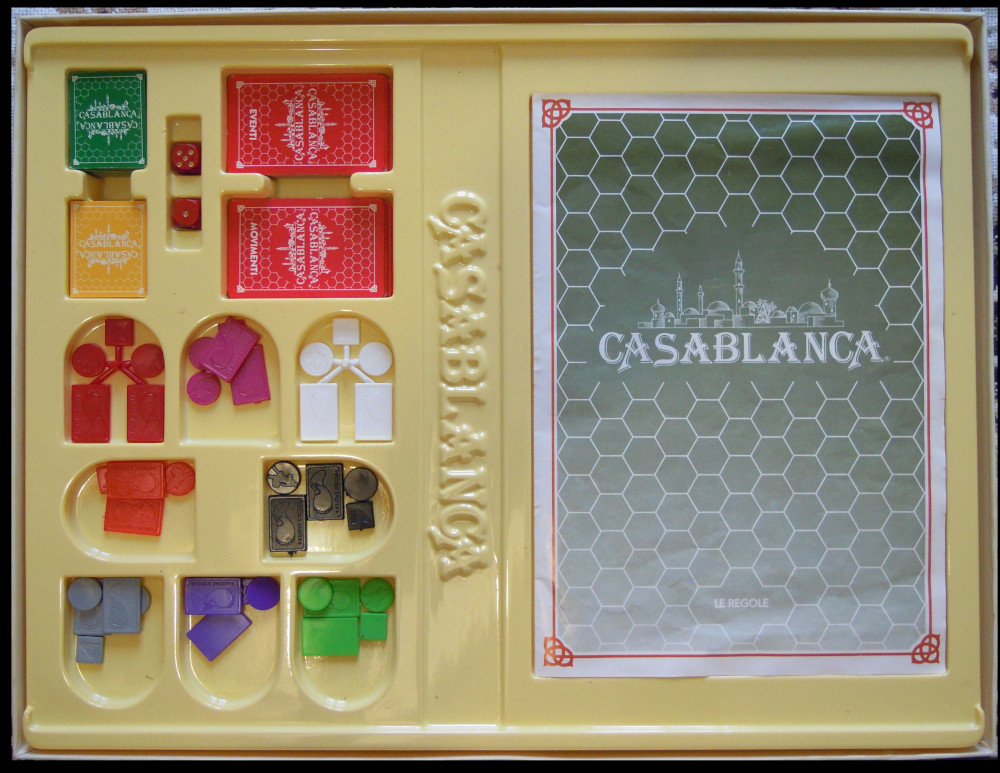
La scatola aperta dove si possono osservare: quattro mazzi di carte, otto pedine, due dadi e il foglio con le regole.

Casablanca è un gioco ideato per adulti e ragazzi a partire dagli 11 anni, dove possono giocare da 2 a 8 giocatori. Ogni giocatore ha due pedine da muovere: un fuggiasco e una gestapo, con un duplice obiettivo: con la gestapo deve cercare di catturare i fuggiaschi degli altri giocatori, con il proprio fuggiasco deve scappare dalle gestapo degli avversari, e cercare di raggiungere la città di Casablanca. L'obiettivo e quello di cercare di partire con un aereo per gli Stati Uniti e vincere il gioco.

## Tabellone di gioco
Il tabellone rappresenta una mappa dell'Europa e dell'Africa del nord, suddivisa in esagoni per gli spostamenti. Nel tabellone sono rappresentate le principali città e alcune delle principali vie di comunicazione (fiumi, porti e linee ferroviarie).
Il movimento del fuggiasco è determinato dalle carte rosse, ma non è obbligatorio, mentre la gestapo può muovere al massimo due caselle alla volta.
In alto c'è una tabella (tabella di intercettazione) dove si tiene il conto del numero di volte che ogni pedina di fuggiasco viene a contatto con una pedina gestapo per determinare quando questa verrà eliminata dal gioco (sono ammessi al massimo 6 contatti).
Alcune caselle hanno un bordo verde chiaro e proteggono il fuggiasco dalla gestapo (le città con un porto).
Il tabellone contiene anche dei box dove si posizionano le carte da prelevare. 
Le pedine dei fuggiaschi hanno due facce: una a piedi e una a cavallo di un cammello che si può usare solo in Africa per spostarsi più velocemente.

## Caselle speciali
In alcune città europee sono presenti 8 amici dei fuggiaschi, dove si possono ottenere delle carte verdi di aiuto (armi, documenti, denaro, ecc.). Gli amici nascondono i fuggiaschi e li proteggono anche dalle pedine delle gestapo. Curiosamente, i nomi di alcuni di questi amici sono presenti anche nel film.

## Carte da gioco
Durante il gioco viene stabilito che uno dei giocatori (oltre a giocare con le sue pedine) svolga anche il compito di "master", leggendo gli eventi che si verificano (per tutti i giocatori) in base alle carte rosse pescate (alternando carte eventi e carte movimenti).
- Le carte eventi e le carte movimenti (rosse) possono essere sia favorevoli che sfavorevoli ai fuggiaschi e riguardano tutti i giocatori che muoveranno ognuno nel proprio turno.
- Le carte verdi di aiuto possono entrare in possesso di un giocatore alla volta e riguardano solo il giocatore che le ha in manoe. È obbligatorio rivelare le proprie carte verdi solo nel momento in cui queste  vengono usate.
- Le carte oro si possono ottenere in base alle altre carte e sono un altro modo per rappresentare il denaro nel gioco.

## Carta verde vincente
Per vincere il gioco (con il fuggiasco) è necessario entrare in possesso di una speciale carta verde (un esemplare unico).
Questa carta è considerata vincente perché essa permette di fuggire in aereo da Casablanca, tuttavia si deve precisare che questa carta non garantisce la vittoria in quanto esiste sempre il rischio di essere catturati da parte della gestapo.
La carta vincente racconta una storia molto simile all'omonimo film, dove si deve raggiungere Casablanca per incontrare un amico di nome Rick.

## Giocabilità
La complessità del gioco e delle regole rendono il gioco adatto dagli 11 anni in sù.
La presenza di una sola carta verde vincente rende il gioco molto difficile e lungo da concludere, ad esempio, nel caso in cui le carti verdi si esaurissero e la carta vincente venisse rimessa in gioco.